# Aloe africana
Aloe africana es una especie del género Aloe

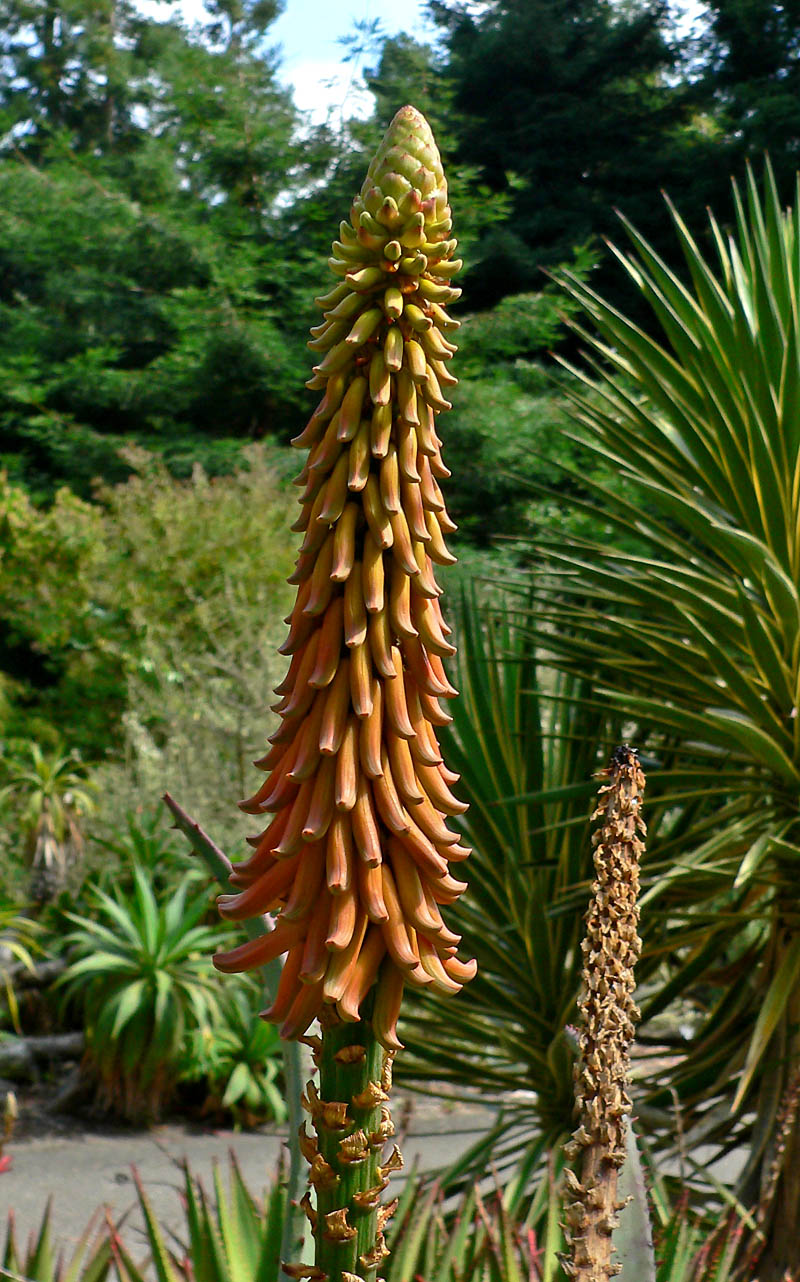
Inflorescencia

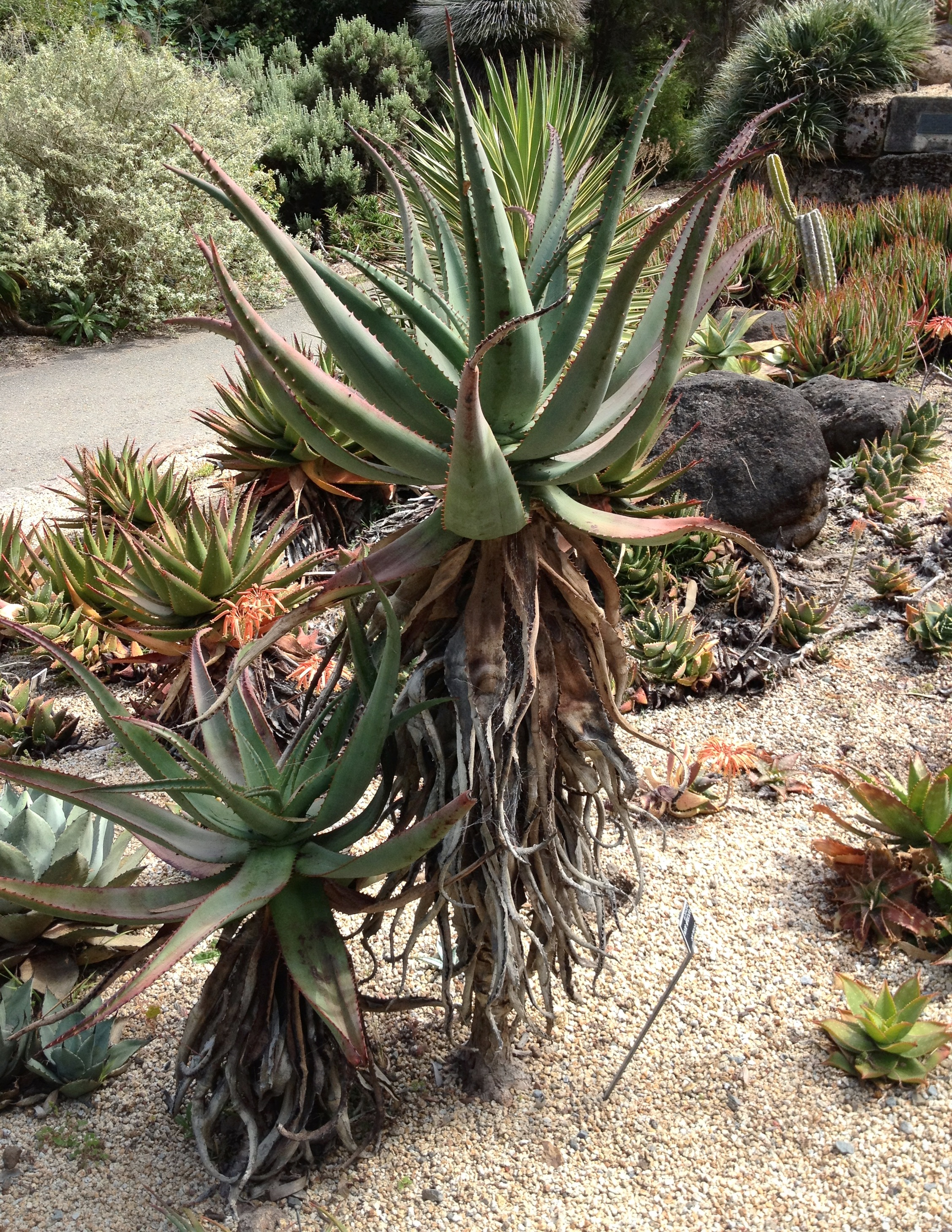
Vista de la planta

## Características
De forma arbustiva, alcanza los 2 metros de altura (excepcionalmente los 4 metros). Las hojas como todos los aloes se disponen en rosetas, son de color gris-verdoso, lanceoladas, carnosas y con  los márgenes armados con dientes rojizos, miden 65 cm de longitud.
El tallo floral surge en una inflorescencia simple, que contiene un racimo, donde se reúnen las flores de color naranja, estas miden 55 mm de longitud y son largas y curvadas. El fruto se presenta en una cápsula dehiscente  que encierra muchas semillas que se dispersan con el viento.
El principal período de floración es de julio a septiembre, las plantas se han conocido que florecen en otros momentos del año también.

## Distribución y hábitat
Su hábitat natural son zonas de  Sudáfrica y las Islas Canarias.
Aloe africana se encuentra en la densa vegetación del río Bushveld Gamtoos  hacia el este hasta Port Alfred, es un sitio común en los distritos de Uitenhage y Port Elizabeth.

## Taxonomía
El género fue descrito por Philip Miller y publicado en Gard. Dict., ed. 8. n. 4. 1768
Etimología
Ver: Aloe
africana: epíteto geográfico que alude a su localización en África.
Sinonimia
- Aloe perfoliata var. africana (Mill.) Aiton, Hort. Kew. 1: 466 (1789).
- Pachidendron africanum (Mill.) Haw., Saxifrag. Enum. 2: 36 (1821).
- Aloe pseudoafricana Salm-Dyck, Verz. Art. Aloe: 31 (1817).
- Aloe angustifolia Haw., Suppl. Pl. Succ.: 47 (1819).
- Pachidendron angustifolium (Haw.) Haw., Saxifrag. Enum. 2: 38 (1821).
- Aloe bolusii Baker, J. Linn. Soc., Bot. 18: 179 (1881).[3]